# IC 5093
IC 5093 — галактика типу S (спіральна галактика) у сузір'ї Павич.
Цей об'єкт міститься в оригінальній редакції індексного каталогу.